# Still Human
Pour plus de détails, voir Fiche technique et Distribution.
Still Human (淪落人, Lun lok yan) est une comédie dramatique hongkongaise écrite, réalisée et montée par Oliver Chan et sortie en 2018.
Premier film du réalisateur, il raconte la relation entre un homme en fauteuil roulant et son aide à domicile philippine,. Malgré la similarité du scénario, ce n'est pas une reprise du film français Intouchables (2011).
Le film reçoit un accueil critique positif lors de sa sortie et prend la tête du box-office durant sa première semaine d'exploitation, récoltant plus de 940 000 US$ de recettes en un week-end. Lors de la 38e cérémonie des Hong Kong Film Awards, il remporte trois prix, dont le troisième Hong Kong Film Award du meilleur acteur pour Anthony Wong, 20 ans après le précédent.

## Synopsis
Un Hongkongais paralysé et désespéré (Anthony Wong) rencontre sa nouvelle employée de maison philippine (Crisel Consunji (en)), une ancienne infirmière qui a mis son rêve de photographe de côté et est venue en ville pour gagner sa vie. Les deux étrangers vivent sous le même toit le long de saisons différentes, et en apprenant plus l'un sur l'autre, ils en apprennent également plus sur eux-mêmes. Ensemble, ils affrontent les différentes difficultés de la vie.

## Fiche technique
- Titre original : 淪落人
- Titre international : Still Human
- Réalisation, scénario et montage : Oliver Chan
- Photographie : Derek Siu
- Musique : Austin Chau
- Production : Fruit Chan
- Sociétés de production : No Ceiling Film
- Sociétés de distribution : Golden Scene Company
- Pays d’origine :  Hong Kong
- Langue originale : cantonais
- Format : couleur
- Genres : comédie dramatique
- Durée : 111 minutes
- Date de sortie :
  - Festival du film asiatique de Hong Kong : 6 novembre 2018
  -  Hong Kong : 11 avril 2019
  -  Taïwan : 19 avril 2019
  -  Japon : 1er février 2020

## Distribution
- Anthony Wong : Leung Cheong-wing
- Crisel Consunji (en) : Evelyn Santos
- Sam Lee : Fai Cheung
- Cecilia Yip : Leung Jing-ying

## Production
Le film est financé par le First Feature Film Initiative (en) du gouvernement de Hong Kong qui a pour but de produire les premiers films des réalisateurs. Oliver Chan remporte le prix du Groupe des établissements d'enseignement supérieur en 2017 avec Still Human et reçoit 3,25 millions HK$. Le film est produit par No Ceiling Film.
Chan a envoyé un e-mail à Anthony Wong pour lui présenter ce projet de film à faible budget, et Wong a accepté de jouer le rôle sans salaire. Consunji a auditionné pour son rôle après avoir lu à ce sujet dans une publicité Facebook,.

## Impact social
En 2017, il y a plus de 370 000 aides à domicile étrangères à Hong Kong. Elles viennent principalement d'Indonésie et des Philippines. Leur condition est examinée par des groupes de défense des droits de l'homme, des cas d'abus ayant été signalés, en plus des mauvaises conditions de vie et de traitement de la part des employeurs, et de la discrimination quotidienne. Ce film est le premier à Hong Kong à avoir un travailleur migrant comme personnage principal et suscite des débats sur leur vie dans la ville.
Lors de sa victoire du prix de la meilleure nouvelle interprète à la 38e cérémonie des Hong Kong Film Awards, Crisel Consunji déclare « à Hong Kong, lorsque nous célébrons notre diversité, nous avançons ensemble », et remercie « toutes les femmes qui ont courageusement partagé avec [elle] leurs histoires », les nommant « héroïnes modernes ». Elle prononce une partie de son discours en cantonais, anglais et tagalog.

## Récompenses
| Cérémonie                                               | Catégorie                       | Récipiendaire   | Issue      |
| ------------------------------------------------------- | ------------------------------- | --------------- | ---------- |
| 13e cérémonie des Asian Film Awards                     | Meilleur nouveau réalisateur    | Oliver Chan     | Lauréat    |
| 25e cérémonie des Hong Kong Film Critics Society Awards | Meilleur film                   | Still Human     | Nomination |
| 25e cérémonie des Hong Kong Film Critics Society Awards | Meilleur réalisateur            | Oliver Chan     | Nomination |
| 25e cérémonie des Hong Kong Film Critics Society Awards | Meilleur scénario               | Oliver Chan     | Lauréat    |
| 25e cérémonie des Hong Kong Film Critics Society Awards | Meilleur acteur                 | Anthony Wong    | Lauréat    |
| 25e cérémonie des Hong Kong Film Critics Society Awards | Meilleure actrice               | Crisel Consunji | Nomination |
| 25e cérémonie des Hong Kong Film Critics Society Awards | Film de mérite                  | Still Human     | Lauréat    |
| 38e cérémonie des Hong Kong Film Awards                 | Meilleur film                   | Still Human     | Nomination |
| 38e cérémonie des Hong Kong Film Awards                 | Meilleur réalisateur            | Oliver Chan     | Nomination |
| 38e cérémonie des Hong Kong Film Awards                 | Meilleur scénario               | Oliver Chan     | Nomination |
| 38e cérémonie des Hong Kong Film Awards                 | Meilleur nouveau réalisateur    | Oliver Chan     | Lauréat    |
| 38e cérémonie des Hong Kong Film Awards                 | Meilleur acteur                 | Anthony Wong    | Lauréat    |
| 38e cérémonie des Hong Kong Film Awards                 | Meilleur actrice                | Crisel Consunji | Nomination |
| 38e cérémonie des Hong Kong Film Awards                 | Meilleur nouvel interprète      | Crisel Consunji | Lauréat    |
| 38e cérémonie des Hong Kong Film Awards                 | Meilleur second rôle            | Sam Lee         | Nomination |
| 21e festival du film d'extrême-orient                   | Prix du public (première place) | Still Human     | Lauréat    |
| 21e festival du film d'extrême-orient                   | Prix du Dragon noir             | Still Human     | Lauréat    |

## Accueil

### Critique
Edmund Lee du South China Morning Post donne au film la note de 3,5 étoiles sur 5. Il salue le travail d'Oliver Chan et déclare que Still Human « est l'un de ces rares joyaux cinématographique qui prend un scénario distinctement hongkongais et le transforme en un drame doucement comique avec un attrait universel ».
Fionnuala Halligan de Screen Daily écrit qu'Oliver Chan « fonctionne clairement bien avec les acteurs » et salue la prestation de Consunji.
Justin Lowe de The Hollywood Reporter salue le scénario de Chan qui « excelle à dépeindre la vie souvent précaire des travailleurs philippins à l'étranger avec compassion et perspicacité ». Cependant, il cite que « la volte-face soudaine de Leung dans son comportement avec Evelyn représente le point faible évident du récit ».

### Box-office
Still Human récolte 19 811 169 HK$ au box-office hongkongais lors de son exploitation en salles du 11 avril au 3 juillet 2019, ce qui en fait le cinquième plus gros succès hongkongais de l'année sur le territoire.